# Torrelles de Llobregat
Pour les articles homonymes, voir Torrellas (homonymie) et Torrelles.
Torrelles de Llobregat (Torrellas de Llobregat en espagnol) est une commune espagnole de la province de Barcelone, en Catalogne, de la comarque du Baix Llobregat.

## Géographie
Commune située dans l'aire métropolitaine de Barcelone.